# ماكس باين
ماكس باين (بالإنجليزية: Max Payne)‏ هي لعبة فيديو أكشن تم أنتاجها في عام 2001 وتم نشرها من قبل روك ستار وتطويرها من قبل ريميدي إنترتيمنت مع تطوير إضافي من قبل روكستار تورونتو.

## قصة اللعبة
ماكس بين شرطي طموح عمل لأكثر من اثنتي عشرة سنة قضاها في مكافحة المجرمين وحماية الشوارع من المتسكعين وتطبيق القانون على كل من تسول له نفسه بالعصيان، ففي يوم من الايام عاد ماكس إلى بيته، وفي طريقه قال، كانت الحياة جيدة. غروب الشمس في يوم صيفي حلو، ورائحة العشب الطازج، وأصوات الأطفال يلعبون - منزل عبر النهر، على جانب القميص. زوجة جميلة وفتاة صغيرة.
أصبح الحلم الأمريكي حقيقة. ثم فتح الباب ودخل للمنزل قائلا، عزيزتي أنا في المنزل، ليجدهما مقتولتين على يد مدمنين المخدرات، لقد كان ماكس بين من أشد رجال القانون الذين قاوموها، لقد انتهى كل شيء بالنسبة إلى ماكس، انتهى كل شيء تماماً، فقد حياته وفقد كل آماله بالحياة ولم تعد الدنيا تساوي شيئاً لديه، لقد رحل أحب الاشخاص إلى قلبه فقدهم بعد أن وجدهم مقتولتين بطريقة بشعة جداً لا يقوم بها حتى السفاحين، لقد قتلوا بالرصاص وتناثرت دماؤهم على جدران المنزل، منظر بشع لا يوصف...بل إنه أشبه بالمجزرة، لم يعرف أحد من هو سبب كل هذا، استقال ماكس من عمله كشرطي لانه يعتقد أن عمله كان السبب في قتل عائلته، وأدمن الخمر وحاول الإنتحار مرات عديدة، بعد سنوات قليلة قرر ماكس الانتقام حيث أخبره صديقه الوحيد أليكس بلدر أنهم عثروا على خيوط تدل على العصابة السرية، لذا فأن ماكس سيعمل شرطياً سرياً لن يهمه شيء ولن يكون لديه ذرة من الرحمة، سيقتل، ويبحث ليعثر على دليل، لن يهاب الموت، وسيكون كالثلج في عاصفة من نار، فلم يعد امامه شيئاً ليخسره سينتقم لا محالة.....

## أسلوب اللعب ومميزاته
هذه اللعبة مليئة بالمميزات التي تجعل منها لعبة مستقلة ومميزة عن غيرها من الألعاب وأحداث لعبة قصة تشبه الكومكس أي قصص مصورة . أحد الميز الأساسية للعبة هي الحركة المبطئة لتجنب طلقات الرصاص وهذا يشبه الفلم المشهور ماتريكس.تمتاز اللعبة أيضا بتنوع الأسلحة والتحكم السلس. كما أن اللعبة مليئة بالأحداث المشوقة والمثيرة للاهتمام.

## وصلات خارجية
- الموقع الرسمي
- Max Payne archives at 3D Realms
- Max Payne على موبي غيمز
- ماكس باين على موقع IMDb (الإنجليزية)